# Никифор Фока Баритрахел
Никифор Фока Баритрахел (Кривошиїй) (*Νικηφόρος Φωκᾶς, д/н —15 серпня 1022) — політичний та військовий діяч Візантійської імперії.

## Життєпис
Походив з аристократичного роду Фок. Молодший син доместіка схол Барди Фоки Молодшого. Про дату народження та молоді роки замало відомостей. У 970 році брав участь у повстанні свого батька проти імператора Іоанна I, але Фоки зазнали поразки. Никифора Фоку разом з родиною заслано на острів Хіос.
У 978 році Никифора разом з батьком Бардою звільнено. Брав участь у придушенні заколоту Барди Скліра, якого було переможено 979 року. В подальшому був учасником походів проти Хамданідів. У 987 році підтримав батька у повстанні проти імператора Василя II. Барда Фока відправив сина до Давида III, царя Тао-Кларжеті, по допомогу. В цей час у Трапезунді висадився імператорський магістр Григорій Тароніт. Але Никифор Фока за підтримки грузинських військ завдав тому поразки. В цей до нього прийшла звістка про поразку заколоту та загибель батька у битві при Абідосі.
Никифор Фока перейшов до фортеці Тиропойон, де з'єднався з братом Львом. У 989 році підтримав кандидатуру Барди Скліра проти імператора. Але Склір невдовзі здався останнього оскільки вже був досить хворим. За цих обставин Никифор Фока також здався, отримавши помилування та збереження усіх маєтків та статків.
Втім напевне не обіймав якихось впливових військових або державних посад. Отримав почесне звання магістра. Не був допущений до військових посад під час військових кампаній проти Болгарії. Перебував переважно у своїх маєтностях, іноді в столиці імперії. 1020 року отримав відмову від імператора в участі у військовій кампанії на Кавказі. Це викликало значне невдоволення Фоки. 
У 1021 році підтримав повстання Никикфор Ксіфія, стратега феми Анатолія, скориставшись походом імператора Василя II проти Георгія I, царя Кахетії, Картлі та Абхазії. Фока дістав підтримку родичів, захопив Каппадокію, планував зайняти центральну частину Малої Азії, відрізавши імператора від Константинополя. Водночас вступив у союз з царем Георгієм I. Повстання швидко поширилося, оскільки через похилий вік Василя II відновилася внутрішня боротьба за владу. 
Втім Никифор Фока вступив у конфлікт з Никифор Ксіфієм, який бажав сам стати імператором. 15 серпня 1022 року відбулася зустріч Фоки з Ксіфієм, під час якої Никифора Фоку було вбито одним з слуг ксіфіаса. Але за іншою версією Фока загинув внаслідок змови колишнього царя Васпуракану Сенекеріма. Невдовзі після цього повстання було придушено.

## Родина
- Барда Фока (д/н — бл. 1026)